# Jacques Smaer
Jacques Smaer, né le 21 janvier 1922 à Bucarest en Roumanie et mort le 29 août 2019 à Montfermeil, est un survivant d'Auschwitz.

## Biographie
Jacques Smaer est né le 21 janvier 1922 à Bucarest en Roumanie. Ses parents émigrent en France alors qu'il n'a que quatre ans. Il devient apprenti-projectionniste puis livreur. Il est arrêté à 20 ans lors de la rafle du 20 aout 1941, la deuxième rafle de Juifs organisée avec l'appui de la police française. D'abord interné au camp de Drancy, il est libéré au mois de novembre en raison de sa mauvaise santé puis il est de nouveau arrêté dans la nuit du 12 au 13 décembre 1941 lors de la rafle des notables.  Il arrive, le 13 décembre 1941, au camp de Royallieu. Grâce à Nathan Darty, il est embauché dans les cuisines du camp, ce qui lui permet de mieux manger, les conditions de vie étant déplorables.
Jacques Smaer est déporté par le premier train de déportés juifs.  Parti de Drancy le 27 mars 1942, ce convoi fait une halte à Royallieu pour faire monter dans la nuit 547 hommes Juifs dont Jacques Smaer. Après trois jours de voyage dans des wagons de 3e classe sans avoir le droit de se déplacer, il arrive au camp d'Auschwitz. On lui tatoue le matricule 28619. Il survit jusqu'en 1945 en travaillant dans un Kommando de menuisiers. Quand les nazis évacuent Auschwitz, en janvier 1945, il doit marcher jusqu'au camp de Gross-Rosen, puis jusqu'à Weimar. Il est blessé par un SS en tentant de s'évader et finit la guerre à l'infirmerie de Buchenwald. A la libération du camp par les Américains, il est rapatrié en France. 
À Paris, il retrouve sa mère, son frère et sa sœur qui ont survécu. Mais personne ne veut croire à son histoire qu'il a consignée dans deux cahiers. Du coup, il les détruit. En 1992, il participe au documentaire de Pierre-Oscar Levy : Premier convoi et en 2005 il confie son témoignage à l'INA.
Il meurt le 29 août 2019 à Montfermeil.

## Documentaire
- Premier convoi, documentaire de Pierre-Oscar Lévy, Jacky Assoun et Suzette Bloch,1992, 1h42min.